# 1897 a tudományban
Az 1897. év a tudományban és a technikában.

## Fizika
- Karl Ferdinand Braun német feltaláló, Nobel-díjas fizikus megszerkeszti az első katódsugárcsövet (Braun-cső)

## Kémia
- Megjelenik Than Károly nagyszabású műve, A kisérleti chemia elemei első kötete (Általános kémia; második kötet: 1906)[1]

## Születések
- március 24. – Wilhelm Reich osztrák-amerikai pszichiáter és pszichoanalitikus, a pszichiátria történetének egyik legradikálisabb alakja († 1957)
- május 17. – Odd Hassel Nobel-díjas norvég fizikai kémikus († 1981)
- május 27. – John Cockcroft Nobel-díjas angol fizikus, az angol radarrendszer kifejlesztőinek egyike († 1967)
- június 19. – Cyril Norman Hinshelwood angol fizikai vegyész  († 1967)
- július 20. – Tadeus Reichstein lengyel születésű Nobel-díjas svájci vegyész, orvos († 1996)
- szeptember 8. – Ivan Borkovský Csehországban működött ukrán származású régész († 1976)
- szeptember 12. – Irène Joliot-Curie kémiai Nobel-díjas francia tudós, atomfizikus, fizikokémikus, politikus († 1956)
- november 9. – Ronald Norrish Nobel-díjas brit kémikus († 1978).

## Halálozások
- január 13. – Schwarz Dávid technikus, a merev szerkezetű, könnyűfémből készült, kormányozható léghajó feltalálója (* 1850)
- február 19. – Karl Weierstrass német matematikus, a modern függvényelmélet egyik megalapozója  (* 1815)
- február 27. – Jurányi Lajos magyar botanikus, fő kutatási területe a növényélettan és a növényszervezettan volt; az MTA tagja (* 1837)
- március 13. – James Joseph Sylvester angol matematikus (* 1814)
- június 11. – Carl Remigius Fresenius német analitikai kémikus (* 1818)
- június 24. – Brassai Sámuel akadémikus, a kolozsvári egyetem professzora, nyelvész, matematikus, botanikus, irodalmár, zenetudós (* 1800)
- október 9. – George Pullman amerikai gyáros és feltaláló, nevét a pullman vasúti kocsi őrzi (* 1831)